# 小行星4852
小行星4852（英語：4852 Pamjones）是一颗围绕太阳公转的小行星。1977年5月15日，尼古拉·切爾尼赫在克里米亚发现了此天体。
这颗小行星的绝对星等为231.75570等。